# Der Messias
O Messias, K. 572, é a versão em língua alemã do célebre oratório Messiah (1741), de George Frideric Handel, realizada por Wolfgang Amadeus Mozart em 1789. A adaptação foi feita por iniciativa de Gottfried van Swieten, figura influente na vida musical vienense, visando apresentar a obra ao público da capital austríaca.
O libreto da versão de Mozart baseia-se majoritariamente na tradução da Bíblia feita por Martinho Lutero. Musicalmente, Mozart reorquestrou cerca de três quintos da composição original de Handel, com ênfase na ampliação das partes dedicadas aos instrumentos de sopro, conhecidos na época sob o termo Harmonie. De modo geral, passados cerca de cinquenta anos desde a criação do oratório, Mozart transpôs uma obra concebida em inglês, para orquestra barroca e espaços públicos, adaptando-a aos limites das apresentações privadas e aos gostos musicais vigentes em Viena no final do século XVIII.
A versão de Mozart foi publicada pela primeira vez em 1803 e desempenhou papel fundamental na consagração do Messiah como o oratório mais amplamente reconhecido de Handel. Ainda assim, a adaptação encontrou poucos entusiastas entre os estudiosos tanto de Mozart quanto de Handel.

## História
Mozart teve seu primeiro contato com o Messiah de Handel em Londres, por volta de 1764 ou 1765, e voltou a ouvi-lo em Mannheim, em 1777. A primeira apresentação da obra em território alemão, ainda em inglês, ocorreu em 1772, na cidade de Hamburgo. Foi Carl Philipp Emanuel Bach quem, em 1775, promoveu a estreia da peça em língua alemã, também em Hamburgo, utilizando um libreto traduzido por Friedrich Gottlieb Klopstock e Christoph Daniel Ebeling. Carl Philipp voltaria a reger a obra na cidade em 1777 e 1778, consolidando seu papel na difusão do oratório na cultura musical germânica.
Em 1785, uma grandiosa execução da obra ocorreu em Berlim, na qual a adaptação de Johann Adam Hiller foi interpretada por um conjunto de 302 cantores e instrumentistas — sinal evidente do crescente prestígio do Messiah no espaço de língua alemã.
A partitura original do Messiah foi publicada pela primeira vez em Londres, em 1767. Já em 1789, sob a orientação de Gottfried van Swieten — que havia fundado a Gesellschaft der Associierten Cavaliers (Sociedade dos Cavaleiros Associados), dedicada ao patrocínio de concertos de música sacra e erudita —, Mozart foi convidado a criar uma nova versão da obra, adequada ao gosto vienense e às convenções dos concertos privados promovidos pela nobreza. Assim como fizera com Acis and Galatea em 1788, e como faria com Ode for St. Cecilia’s Day (Cäcilienode) e Alexander’s Feast (Alexander-Fest) em 1790, Mozart adaptou o Messiah às exigências estilísticas e instrumentais de seu tempo.
A estreia da versão mozartiana, intitulada Der Messias, ocorreu em 6 de março de 1789, no palácio do Conde Johann Esterházy, seguida por uma reapresentação. A obra foi também executada na residência de Johann Wenzel Paar e, por fim, teve duas interpretações adicionais por ocasião do Natal daquele ano, no palácio de inverno do Duque de Schwarzenberg. A adaptação de Mozart foi concebida exclusivamente para essas ocasiões privadas e, originalmente, não havia qualquer intenção de publicá-la. A partitura só seria editada postumamente.

### Texto
Handel compôs sua música sobre um libreto reunido por Charles Jennens, a partir da tradução da Bíblia feita sob os auspícios do Rei Jaime I — em especial, com passagens extraídas do Antigo Testamento. O próprio Charles Jennens comentou, a respeito de sua escolha temática: "O assunto sobrepuja os demais. O assunto é o Messias...". Diferentemente de outros oratórios de Handel, o Messiah não apresenta uma narrativa contínua; em vez disso, oferece uma meditação fragmentada sobre diversos aspectos da figura do Messias cristão.
A estrutura do libreto segue o calendário litúrgico cristão: a Parte I corresponde ao Advento, ao Natal e à vida de Jesus; a Parte II contempla a Quaresma, a Páscoa, a Ascensão e o Pentecostes; e a Parte III, por fim, aborda o encerramento do ano eclesiástico, com reflexões escatológicas sobre o fim dos tempos. O nascimento e a morte de Jesus são narrados sobretudo por meio das palavras do profeta Isaías, que figura como a fonte predominante do texto. A única cena dramatizada propriamente dita é a Anunciação aos pastores, retirada do Evangelho de Lucas. Imagens simbólicas do pastor e do cordeiro aparecem com frequência ao longo dos movimentos, conferindo coesão simbólica à obra.
Na versão de Mozart, o texto foi adaptado para o alemão utilizando a tradução que Klopstock e Ebeling haviam elaborado anteriormente para a versão apresentada por Carl Philipp Emanuel Bach em Hamburgo. Essa tradução permanece fiel, em sua maior parte, à linguagem e ao espírito da Bíblia de Lutero.

### Música
Musicalmente, Handel recorreu aos mesmos recursos empregados em suas óperas e demais oratórios: alternância entre partes corais e árias solistas. As seções solistas costumam combinar recitativos e árias, conforme a tradição barroca. Sua orquestra é modesta, composta por oboés, cordas e um contínuo formado por cravo, violoncelo, violone e fagote. Trompetes e tímpanos são utilizados de modo pontual, destacando-se em movimentos específicos como o célebre coro Hallelujah. Handel emprega quatro naipes vocais — soprano, contralto, tenor e baixo — tanto nas partes solistas quanto nos trechos corais. Alterna entre texturas polifônicas e homofônicas para ilustrar o conteúdo textual. Frequentemente, valoriza certas palavras por meio de passagens coloraturas longas e ornamentadas, especialmente em movimentos que parodiam obras anteriores compostas sobre textos italianos. Utiliza também o cantus firmus — geralmente em notas longas e repetidas — como símbolo da majestade divina ao representar a voz de Deus. Mesmo os movimentos mais polifônicos tendem a culminar numa pausa dramática e prolongada, que prepara uma conclusão ampla e homofônica.
Na adaptação mozartiana, a instrumentação foi ampliada para contemplar a orquestra sinfônica de seu tempo, com destaque para os sopros (a chamada Harmonie), que frequentemente são utilizados para conferir colorações específicas a cada movimento. Tal como fizera na Grande Missa em dó menor, Mozart designou dois sopranos solistas em vez da tradicional combinação de soprano e contralto; ocasionalmente, transferiu seções corais aos solistas e ajustou a tessitura de certos recitativos e árias. Reduziu a duração da obra eliminando alguns números e condensando determinados movimentos — por exemplo, utilizando apenas a seção inicial de uma ária em forma da capo. A pedido de Gottfried van Swieten, compôs ainda um recitativo inteiramente novo.

Mozart introduziu o clarinete e utilizou os instrumentos de sopro com o intuito de estabelecer climas específicos. Nos trechos corais, costumava atribuir um instrumento de sopro à linha do soprano, enquanto reforçava as vozes de contralto, tenor e baixo com um trio de trombones. O trompete, que em Handel simbolizava autoridade — seja ela divina ou secular —, foi incorporado ao conjunto de modo mais discreto, perdendo esse valor simbólico, possivelmente devido à decadência da técnica trompetista no final do século XVIII. Na ária "Sie schallt, die Posaun’" ("A trombeta soará"), originalmente concebida para trompete, Mozart optou por empregar a trompa. Manteve, contudo, o uso do cravo como instrumento de contínuo.

## Estrutura
Mozart empregou a terminologia italiana em sua partitura, seguindo a convenção de sua época. Intitulou a abertura como Overtura e utilizou o termo Recitativo para os recitativos secco, isto é, acompanhados exclusivamente pelo baixo contínuo. Para os recitativos acompanhados seguidos de ária — concebidos como uma única unidade musical e padrão para os movimentos solistas —, adotou a designação recitativo accompagnato ed aria. Já os movimentos corais receberam o título Coro. Apenas em uma ocasião o coro é subdividido em dois grupos — coro superior e coro inferior; nas demais, a escrita permanece a quatro vozes. 
| coluna | coluna | contente |
| ------ | ------ | --- |
| 1      | #      | número do movimento, segundo a edição crítica do Bärenreiter de 1989                                                           |
| 2      | Título | Nome do movimento na adaptação de Mozart                                                                                       |
| 3      | V      | partes vocais: soprano Solistas I/II ( s1 / s2 ), tenor ( t ) e baixo ( b ); Quarteto de solistas ( q ); Partes de coro SATB . |
| 4      | T      | tipo: Recitativo (R), secco (s) ou acompanhante (a); Ária (A); Dueto (D); Coro (C); Orquestral (Or)                            |
| 5      | F      | numeração de movimentos por Robert Franz (1884)                                                                                |
| 6      | Inglês | Título em inglês do movimento                                                                                                  |
| 7      | Bíblia | Origem bíblica do texto |

| #                           | Title                                   | V                           | T                           | F   | English                                    | Bible                                    |
| --------------------------- | --------------------------------------- | --------------------------- | --------------------------- | --- | ------------------------------------------ | ---------------------------------------- |
| I                           | — Parte prima —                         | (V)                         | (T)                         | I   | (↑ Go to top of table ↑)                   | (↑ Go to top of table ↑)                 |
| 01                          | Overtura                                | —                           | Or                          | O   | Sinfony                                    | —                                        |
| 02                          | Tröstet Zion!                           | t                           | Ra                          | 01  | Comfort ye                                 | Isaiah 40:1-4                            |
| 02                          | Alle Tale macht hoch                    | t                           | A                           | 02  | Every valley                               | Isaiah 40:1-4                            |
| 03                          | Denn die Herrlichkeit Gottes            | SATB                        | C                           | 03  | And the glory of the Lord                  | Isaiah 40:5                              |
| 04                          | So spricht der Herr                     | b                           | Ra                          | 04  | Thus saith the Lord                        | Haggai 2:6–7 Malachi 3:1-2               |
| 04                          | Doch wer mag ertragen                   | b                           | A                           | 05  | But who may abide                          | Haggai 2:6–7 Malachi 3:1-2               |
| 05                          | Und er wird reinigen                    | qSATB                       | C                           | 06  | And He shall purify                        | Malachi 3:3                              |
| 05                          | Denn sieh! Eine Jungfrau wird schwanger | s2                          | Rs                          | 07  | Behold, a virgin shall conceive            | Isaiah 7:14 Matthew 1:23                 |
| 06                          | O du, die Wonne verkündet in Zion       | s2                          | A                           | 08  | O Thou that tellest good tidings to Zion   | Isaiah 40:9 Isaiah 60:1                  |
| 06                          | O du, die Wonne verkündet in Zion       | SATB                        | C                           | 09  | O Thou that tellest good tidings to Zion   | Isaiah 40:9 Isaiah 60:1                  |
| 07                          | Blick auf! Nacht bedeckt das Erdreich   | b                           | Ra                          | 10  | For behold, darkness shall cover the earth | Isaiah 60:2–3                            |
| 07                          | Das Volk, das im Dunkeln wandelt        | b                           | A                           | 11  | The people that walked in darkness         | Isaiah 9:2                               |
| 08                          | Uns ist zum Heil ein Kind geboren       | qSATB                       | C                           | 12  | For unto us a Child is born                | Isaiah 9:6                               |
| 09                          | Pifa                                    | —                           | Or                          | 13  | Pifa                                       | —                                        |
| 09                          | Es waren Hirten beisammen auf dem Felde | s2                          | Rs                          | 14  | There were shepherds abiding in the field  | Luke 2:8                                 |
| 10                          | Und sieh, der Engel des Herrn           | s2                          | Ra                          | 14  | And lo! the angel of the Lord              | Luke 2:9                                 |
| 10                          | Und der Engel sprach zu ihnen           | s2                          | Rs                          | 14  | And the angel said unto them               | Luke 2:10-11                             |
| 11                          | Und alsobald war da bei dem Engel       | s2                          | Ra                          | 14  | And suddenly there was with the angel      | Luke 2:13-14                             |
| 12                          | Ehre sei Gott                           | SATB                        | C                           | 15  | Glory to God                               | Luke 2:13-14                             |
| 13                          | Erwach' zu Liedern der Wonne            | t                           | A                           | 16  | Rejoice greatly, O daughter of Zion        | Zechariah 9:9–10                         |
| 13                          | Dann tut das Auge des Blinden           | s1                          | Rs                          | 17  | Then shall the eyes of the blind           | Isaiah 35:5–6                            |
| 14                          | Er weidet seine Herde                   | s1                          | A                           | 18  | He shall feed His flock                    | Isaiah 40:11                             |
| 14                          | Kommt her zu ihm                        | s1                          | A                           | 18  | Come unto Him                              | Predefinição:Sourcetext                  |
| 15                          | Sein Joch ist sanft                     | qSATB                       | C                           | 19  | His yoke is easy                           | Matthew 11:30                            |
| II                          | — Parte seconda —                       | (V)                         | (T)                         | II  | (↑ Go to top of table ↑)                   | (↑ Go to top of table ↑)                 |
| 16                          | Kommt her und seht das Lamm             | SATB                        | C                           | 20  | Behold the Lamb of God                     | John 1:29                                |
| 17                          | Er ward verschmähet                     | s2                          | A                           | 21  | He was despised                            | Isaiah 53:3 Isaiah 50:6                  |
| 18                          | Wahrlich, wahrlich!                     | SATB                        | C                           | 22  | Surely He hath borne our griefs            | Isaiah 53:4                              |
| 19                          | Durch seine Wunden sind wir geheilt     | SATB                        | C                           | 23  | And with His stripes we are healed         | Isaiah 53:5                              |
| 20                          | Wie Schafe gehn                         | SATB                        | C                           | 24  | All we like sheep                          | Isaiah 53:6                              |
| 21                          | Und alle, die ihn seh'n                 | s1                          | Ra                          | 25  | All they that see Him                      | Psalms 22:8                              |
| 22                          | Er trauete Gott                         | SATB                        | C                           | 26  | He trusted in God                          | Psalms 22:9                              |
| 23                          | Die Schmach bricht ihm sein Herz        | s2                          | Ra                          | 27  | Thy rebuke hath broken His heart           | Psalms 69:20                             |
| 23                          | Schau hin und sieh!                     | s2                          | A                           | 28  | Behold and see                             | Lamentations 1:12                        |
| 24                          | Er ist dahin aus dem Lande              | s1                          | Ra                          | 29  | He was cut off                             | Isaiah 53:8                              |
| 24                          | Doch Du ließest ihn im Grabe nicht      | s1                          | A                           | 30  | But Thou didst not leave his soul in hell  | Psalms 16:10                             |
| 25                          | Machet das Tor weit                     | SSATB                       | C                           | 31  | Lift up your heads                         | Psalms 24:7–10                           |
| 25                          | Zu welchem von den Engeln               | s1                          | Rs                          | 32  | Unto which of the angels                   | Hebrews 1:5                              |
| (omitted in K. 572 version) | (omitted in K. 572 version)             | (omitted in K. 572 version) | (omitted in K. 572 version) | 33  | Let all the angels of God                  | Hebrews 1:6                              |
| (omitted in K. 572 version) | (omitted in K. 572 version)             | (omitted in K. 572 version) | (omitted in K. 572 version) | 34  | Thou art gone up on high                   | Psalms 68:18                             |
| 26                          | Der Herr gab das Wort                   | SATB                        | C                           | 35  | The Lord gave the word                     | Psalms 68:12                             |
| 27                          | Wie lieblich ist der Boten Schritt      | s1                          | A                           | 36  | How beautiful are the feet of them         | Isaiah 52:7 Romans 10:15                 |
| 28                          | Ihr Schall ging aus                     | SATB                        | C                           | 37  | Their sound is gone out                    | Romans 10:18 Psalms 19:4                 |
| 29                          | Warum entbrennen die Heiden             | b                           | A                           | 38  | Why do the nations so furiously rage       | Psalms 2:1–2                             |
| 30                          | Brecht entzwei die Ketten alle          | SATB                        | C                           | 39  | Let us break their bonds                   | Psalms 2:3                               |
| 30                          | Der da wohnet im Himmel                 | t                           | Rs                          | 40  | He that dwelleth in heaven                 | Psalms 2:4                               |
| 31                          | Du zerschlägst sie                      | t                           | A                           | 41  | Thou shalt break them                      | Psalms 2:9                               |
| 32                          | Halleluja                               | SATB                        | C                           | 42  | Hallelujah                                 | Predefinição:Sourcetext Revelation 11:15 |
| III                         | — Parte terza —                         | (V)                         | (T)                         | III | (↑ Go to top of table ↑)                   | (↑ Go to top of table ↑)                 |
| 33                          | Ich weiß, daß mein Erlöser lebt         | s1                          | A                           | 43  | I know that my Redeemer liveth             | Job 19:25–26                             |
| 34                          | Wie durch einen der Tod                 | SATB                        | Cx4                         | 44  | Since by man came death                    | 1 Corinthians 15:21–22                   |
| 35                          | Merkt auf!                              | b                           | Ra                          | 45  | Behold, I tell you a mystery               | 1 Corinthians 15:51–53                   |
| 35                          | Sie erschallt, die Posaune              | b                           | A                           | 46  | The trumpet shall sound                    | 1 Corinthians 15:51–53                   |
| 35                          | Dann wird erfüllt                       | s2                          | Rs                          | 47  | Then shall be brought to pass              | Predefinição:Sourcetext                  |
| 36                          | O Tod, wo ist dein Pfeil                | s2/t                        | D                           | 48  | O death, where is thy sting                | Predefinição:Sourcetext                  |
| 37                          | Doch Dank sei Dir Gott                  | SATB                        | C                           | 49  | But thanks be to God                       | 1 Corinthians 15:57                      |
| 37                          | Wenn Gott ist für uns                   | s1                          | Ra                          | 50  | If God be for us                           | Romans 8:31,33–34                        |
| 38                          | Würdig ist das Lamm                     | SATB                        | C                           | 51  | Worthy is the Lamb                         | Revelation 5:12–13                       |
| 38                          | Amen                                    | SATB                        | C                           | 52  | Amen                                       | Revelation 5:14                          |

## Recepção
A versão de Der Messias, arranjada por Mozart, foi publicada pela primeira vez em 1803, sob a edição de Johann Adam Hiller. Essa publicação desempenhou um papel decisivo na consagração do Messias como o oratório mais célebre de Handel. Em 1884, Robert Franz publicou uma versão híbrida — em alemão e inglês — baseada não apenas na obra original de Handel, mas também no arranjo de Mozart e em modificações de sua própria autoria. Franz buscou eliminar da partitura as intervenções consideradas "não autorizadas" por Hiller, valendo-se, para isso, do acesso ao manuscrito original editado por este. Ainda assim, sua versão encontrou escasso respaldo entre os estudiosos especializados na obra de Mozart ou Handel.

## Gravações
| Gravando. | Maestro / Orquestra / CoroPredefinição:Dashed rule Soprano Eu / Soprano II / Tenor / Baixo ; (linguagem)                            | LiberarPredefinição:Dashed rule notas do encarte                                 |
| --------- | --- | -------------------------------------------------------------------------------- |
| 1974      | Mackerras / Orquestra Sinfônica ORF / Coro ORFPredefinição:Dashed rule Mathis / Finnilä / Schreier / Adam ; (em alemão)             | DG 427 173-2 (2 Caixa de CD) Predefinição:Dashed rule                            |
| 1988      | Mackerras / RPO / Sociedade Coral de HuddersfieldPredefinição:Dashed rule Lott / Palmer / Langridge / Lloyd ; (em inglês)           | RCA 77862RC (2 Caixa de CD) Predefinição:Dashed rule                             |
| 1991      | Max / Das Kleine Konzert / Rheinische KantoreiPredefinição:Dashed rule Frimmer / Georg / Prégardien / Schreckenberger ; (em alemão) | Emi Classics CDS 7 54353 2 (caixa com 2 CDs)Predefinição:Dashed rule Heike mente |
| 1991      | Rilling / Bach-Collegium Stuttgart / Gächinger KantoreiPredefinição:Dashed rule Brown / Kallisch / Saccà / Miles ; (em alemão)      | Hänssler 98.975 (caixa com 2 CDs) Predefinição:Dashed rule Andreas Holschneider  |

1. Block, Daniel I. (2001). «Handel's Messiah: Biblical and Theological Perspectives» (PDF). Didaskalia. 12 (2). Consultado em 19 July 2011 Verifique data em: |acessodata= (ajuda)
2. Burrows, Donald (1991). Handel: Messiah. Cambridge (UK): Cambridge University Press. ISBN 978-0-521-37620-4
3. Franz, Robert, ed. (1884). Der Messias: Oratorium von G. F. Händel – Unter Zugrundelegung der Mozart'schen Partitur, mit den nöthigen Erganzungen. Leipzig: Kistner. pp. I–V ("Preface"), and table of contents – unless otherwise specified
4. Heighes, Simon (1997). «George Frideric Handel (1685–1759) / Messiah Simon Heighes, for The Sixteen recording, Ach Herr, mich armen Sünder». hyperion-records.co.uk. Consultado em 11 July 2011 Verifique data em: |acessodata= (ajuda)
5. Holschneider, Andreas (1999). Handel: Messiah (em alemão). [S.l.]: Bärenreiter. ISMN 979-0-006-449897
6. David, Schildkret (1995). «On Mozart Contemplating a Work of Handel: Mozart's arrangement of Messiah». In:  Mathiesen, Thomas J.; Rivera, Benito V. Festa Musicologica: Essays in Honor of George J. Buelow. [S.l.]: Pendragon Press. pp. 129–146. ISBN 978-0-945193-70-8
7. Bernhard Schmidt. "2.4.3. Anmerkungen zur Berliner Händelpflege und Rezeptionsgeschichte Des Messias", pp. 133ff in Lied, Kirchenmusik, Predigt im Festgottesdienst Friedrich Schleiermachers: zur Rekonstruktion seiner liturgischen Praxis. Walter de Gruyter, 2002. ISBN 3-11-017063-9 (em alemão)
8. Steinberg, Michael (2008). Choral Masterworks: A Listener's Guide. [S.l.]: Oxford University Press. pp. 150–154. ISBN 978-0-19-971262-5
9. Towe, Teri (1996). «George Frideric Handel: Messiah - Arranged by Mozart». Classical Net. Consultado em 28 September 2017 Verifique data em: |acessodata= (ajuda)
10. Traber, Habakuk (2012). «Handel: Messiah» (PDF) (em alemão). NDR. Consultado em 6 September 2017 Verifique data em: |acessodata= (ajuda)

## Links externos
- Oratorium der Messias de FG Händel nach Bearbeitung de WA Mozart. Partitura. (paroles de C. Denner traduzidas por CD Ebeling.) Breitkopf &amp; Härtel 1803

Predefinição:George Frideric HandelPredefinição:Messiah (Handel)